# Список кардиналов, возведённых папой римским Урбаном VI

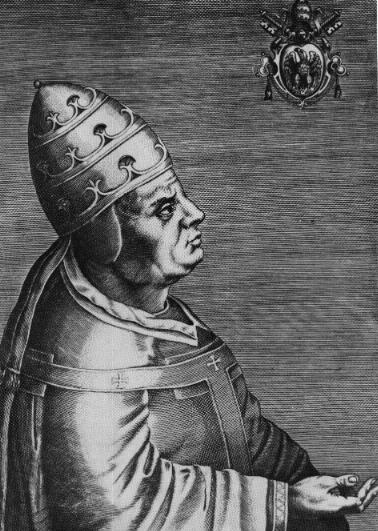
Папа Урбан VI

Кардиналы, возведённые Папой римским Урбаном VI — 42 прелата, клирика и мирянина были возведены в сан кардинала на шести Консисториях за одиннадцать с половиной лет понтификата Урбана VI. В 1383 году было три консистории, даты которых неизвестны.
Самой большой консисторией, была Консистория от 18 сентября 1378 года, на которой было назначено двадцать четыре кардинала.

## Консистория от 18 сентября 1378 года
- Томмазо да Фриньяно, O.F.M., патриарх Градо (Венецианская республика);
- Пьетро Пилео да Прата, архиепископ Равенны (Папская область);
- Франческо Морикотти Приньяни, архиепископ Пизы (Пизанская республика);
- Лука Родольфуччи де Джентили, епископ Ночера-Умбры (Папская область);
- Андреа Бонтемпи Мартини, епископ Перуджи (Папская область);
- Бонавентура Бадоаро де Перага, O.E.S.A., генеральный приор своего ордена (Папская область);
- Никколо Караччоло Москино, O.P., инквизитор королевства Сицилии (королевство Сицилия);
- Филиппо Карафа делла Серра, архидиакон Болоньи (Папская область);
- Галеотто Тарлати де Петрамала, апостольский протонотарий (Папская область);
- Джованни да Амелиа, архиепископ Корфу (Папская область);
- Филиппо Руффини, O.P., епископ Тиволи (Папская область);
- Пончелло Орсини, епископ Аверсы (Папская область);
- Бартоломео Медзавакка, епископ Рьети (Папская область);
- Ренуль де Монтерук, епископ Систерона, регент Апостольской канцелярии (Папская область);
- Джентиле ди Сангро, апостольский протонотарий (Папская область);
- Филипп Алансонский, титулярный латинский патриарх Иерусалимский (королевство Франция);
- Ян I Очко из Влашима, архиепископ Праги (королевство Богемия);
- Гульельмо Сансеверино, архиепископ Салерно (Неаполитанское королевство);
- Элеазарио да Сабрано, епископ Кьети, великий пенитенциарий (Папская область);
- Дёмётёр Вашкути, архиепископ Эстергома (королевство Венгрия);
- Агапито Колонна, епископ Лиссабона (королевство Португалия);
- Людовико ди Капуя, апостольский протонотарий (Папская область);
- Стефано Колонна, апостольский протонотарий, пробст Сент-Омера, в епархии Теруана, во Франции (Папская область);
- Джованни Фиески, епископ Верчелли (Генуэзская республика).

## Консистория от 21 декабря 1381 года
- Адам Истен, O.S.B. (королевство Англия);
- Людовико Донато, O.F.M., генеральный министр своего ордена (Венецианская республика);
- Бартоломео да Когорно, O.F.M. (Генуэзская республика);
- Франческо Ренцио, апостольский протонотарий (Папская область);
- Ландольфо Марамальдо, избранный архиепископ Бари (Неаполитанское королевство);
- Пьетро Томачелли, апостольский протонотарий (Папская область).

## Консистория от 1383 года
- Марино дель Джудиче, архиепископ Таранто (Неаполитанское королевство);
- Томмазо Орсини, апостольский протонотарий (Папская область);
- Гульельмо ди Капуя, архиепископ Салерно (Неаполитанское королевство).

## Консистория от 17 декабря 1384 года
- Балинт Алшани, епископ Печа (королевство Венгрия);
- Анджело Аччайоли, епископ Флоренции (Флорентийская республика);
- Франческо Карбоне, O.Cist., епископ Монополи (Неаполитанское королевство);
- Марино Булкани, апостольский протонотарий, субдиакон Его Святейшества (Папская область);
- Ринальдо Бранкаччо, аколит Его Святейшества (Папская область);
- Франческо Кастаньола, апостольский протонотарий (Папская область);
- Людовико Фиески, избранный епископ Верчелли (Генуэзская республика);
- Стефано Палозио, епископ Тоди (Папская область);
- Анджело д’Анна де Соммарива, O.S.B.Cam. (Папская область).